# توشييا تاناكا (لاعب كرة قدم)
توشييا تاناكا (باليابانية: 田中 稔也) (2 ديسمبر 1997 في غونما في اليابان – )؛ هو لاعب كرة قدم سابق كان يلعب كلاعب وسط.

## وصلات خارجية
- توشييا تاناكا (1997) على موقع رابطة كرة القدم اليابانية للمحترفين (اليابانية)
- توشييا تاناكا (1997) على موقع قاعدة بيانات كرة القدم.إي يو (الإنجليزية)
- توشييا تاناكا (1997) على موقع Soccerway.com (الإنجليزية)
- توشييا تاناكا (1997) على موقع عالم كرة القدم.نت (الإنجليزية)
- توشييا تاناكا (1997) على موقع AS.com (الإسبانية)